# Ina Jun-Broda
Ina Jun-Broda (Pseudonym, auch: Jana Joan, Giula Weiner; eigentlich Ina Broda, geboren als Ina Ehrlich, 18. April 1900 in Zagreb, Österreich-Ungarn; gestorben 16. August 1983 in Zagreb, Jugoslawien) war eine jugoslawische Lyrikerin und Übersetzerin.

## Leben
Ina Ehrlich war eine Tochter von Adolf und Ida Ehrlich, ihre etwas ältere Schwester Vera Stein Ehrlich (1897–1980) wurde Anthropologin. Ina Jun-Broda war nach der deutschen Eroberung und Zerschlagung Jugoslawiens 1941 in Evakuierungs- und Partisanenspitälern tätig und von 1943 bis Kriegsende 1945 im italienischen und serbokroatischen Untergrund aktiv. 1947 zog sie nach Wien. Sie arbeitete als literarische Übersetzerin aus dem Italienischen und Serbokroatischen ins Deutsche. Sie veröffentlichte in deutscher Sprache unter dem Titel Der Dichter in der Barbarei 1950 einen Band mit eigener Lyrik, in dem sie die Kriegserlebnisse reflektiert. Franz Theodor Csokor holte sie in den P.E.N.-Club.

## Ehrung
- Lyrikpreis des Charlie Chaplin-Friedensfond[2]

## Werke
- Der Dichter in der Barbarei. Gedichte. Schönbrunn, Wien 1950.
- Du schwarze Erde. Lieder jugoslawischer Partisanen. Auswahl und Nachdichtung von Ina Jun-Broda. Aufbau, Berlin 1958.

### Übersetzungen (Auswahl)
- Renata Viganò: Agnes geht in den Tod. Übersetzung Ina Jun-Broda. Volk und Welt, Berlin 1951.
- Francesco Jovine: Die Äcker des Herrn. Roman. Übersetzung Ina Jun-Broda. Volk und Welt, Berlin 1951.
- Branislav Nušić: Der Abgeordnete. Schauspiel in 3 Akten. Bühnenmanuskript. Aus dem Serbischen übersetzt von Ina Jun-Broda. Henschel, Berlin 1956.
- Silvia Magi-Bonfanti: Speranza. Roman. Aus dem Italienischen übersetzt von Ina Jun Broda. Dietz, Berlin 1958.
- Josip Barković: Tal der Kindheit. Übersetzung Ina Jun-Broda. Dietz, Berlin 1960.
- Bertolt Brecht: Pjesme. Gedichte. Übersetzung ins Serbokroatische. Lykos, Zagreb 1961.
- Branko Copić: Die ungewöhnlichen Abenteuer des Nikola Bursać. Aus dem Serbokroatischen übersetzt von Ina Jun-Broda. Volk und Welt, Berlin 1961.
- Miroslav Krleža: Ohne mich. Aus dem Serbokroatischen übersetzt Ina Jun-Broda. Stiasny, Wien 1962.
- Miloš Crnjanski: Panduren. Aus dem Serbischen von Ina Jun-Broda. Desch, München/Wien/Basel 1963.
- Derviš Sušić: Danilo und die Weltgeschichte. Roman. Übertragung aus dem Serbokroatischen von Ina Jun Broda und Ruth von Mayenburg. Scherz, Wien 1966.
- (Hrsg.): Beschwingter Stein. Gedichte zeitgenössischer Dichter aus Jugoslawien. Gesammelt und nachgedichtet von Ina Jun Broda. Jugend und Volk, Wien 1976, ISBN 3-7141-6978-4.